# Bande des 3 cm

La bande des 10 GHz désignée aussi par sa longueur d'onde : 3 centimètres, est une bande du service radioamateur destinée à établir des radiocommunications de loisir. Cette bande est utilisable en permanence pour le trafic radio local.
Elle est très utilisée pour l'ATV ainsi que pour les contacts longues distances en rain scatter (principalement en SSB et en CW)

## La bande des 3 centimètres dans le monde
- la bande des 3 centimètres s'étend de 10 000 à 10 500 MHz [1].

## Historique
Depuis le 1er janvier 1949 la bande est utilisable par le service d'amateurs .

## La manœuvre d’une stationradioamateur
Pour manœuvrer une station radioamateur dans cette bande, il est nécessaire de posséder un Certificat d'opérateur du service amateur de classe HAREC .

## Répartition des fréquences de la bande 10 000 à10 500MHzenFrance
| Fréquences en MHz       | Utilisations radioamateur et autres services et modes |
| ----------------------- | ----------------------------------------------------- |
| 10 000,000 à 10 150,000 | Digital                                               |
| 10 150,000 à 10 250,000 | Tous modes                                            |
| 10 250,000 à 10 350,000 | Digital                                               |
| 10 350,000 à 10 368,000 | Tous modes                                            |
| 10 368,000 à 10 368,200 | Mode bande passante étroite (CW,SSB)                  |
| 10 368,200              | Fréquence d'appel (CW,USB)                            |
| 10 368,200 à 10 370,000 | Mode à bande passante étroite (CW,SSB)                |
| 10 370,000 à 10 450,000 | Tous modes                                            |
| 10 450,000 à 10 500,000 | Service amateur par satellite + Tous modes            |

## Les antennes
Les antennes les plus utilisées sur cette bande :
- antenne parabolique
- antenne cornet

## La propagation locale

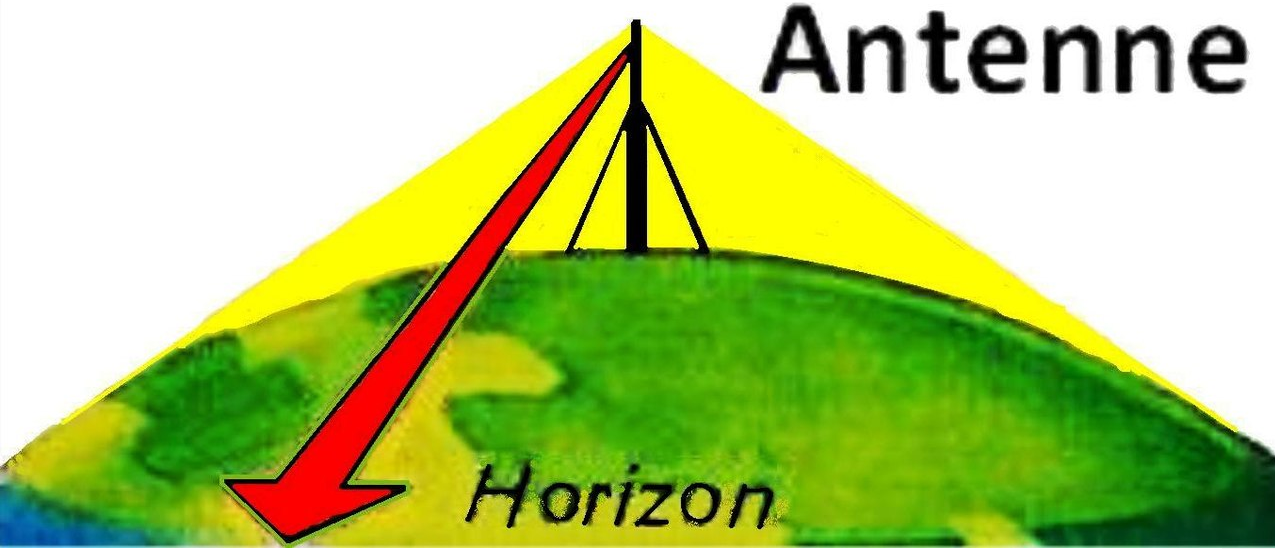
Propagation locale sur la bande SHF

Zone de Fresnel: d est la distance entre l'émetteur et le récepteur.

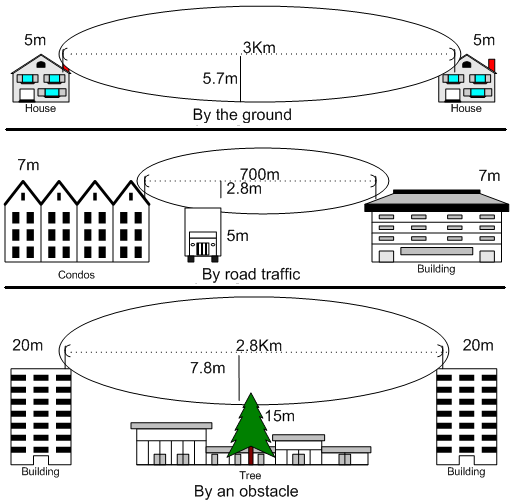
Propagation locale sur la bande SHF

La propagation est dans une zone de réception directe (quelques dizaines de kilomètres) en partant de l’émetteur. 
- La propagation est comparable à celle d’un rayon lumineux.
- Les obstacles sur le sol prennent une grande importance.

## La propagation au-delà de l’horizon
Cependant on observe des réceptions sporadiques à grande distance :
- Très bonnes réflexions sur les aéronefs vers toutes les stations SHF en vue directe de cet aéronef.
- Très bonnes réflexions sur des bâtiments vers toutes les stations SHF en vue directe de ces bâtiments : (Tour Eiffel, Tour Montparnasse etc.
- Réflexion volontaire sur la lune vers tous pays en vue directe de cet astre (sans couverture nuageuse).
- Diffusion sur les nuages de pluie (rain scatter)
- Diffusion et réfraction atmosphérique en fonction de certaines conditions.

## Liens
- Réseau des émetteurs français
- Union internationale des radioamateurs
- Radiotéléphonie
- Alphabet radio
- Modulation de fréquence
- Modulation de phase
- Radiocommunication
- MF-HF-VHF
- Temps universel coordonné
- Bande latérale unique
- Si tous les gars du monde